# Sandro Camasio
Alessandro Camasio, connu également comme Sandro Camasio (né le 5 avril 1886 à Isola della Scala et mort le 23 mai 1913 à Turin) est un journaliste, dramaturge et metteur en scène italien.

## Biographie
Alessandro Camasio est le fils d'un fonctionnaire de l'Ufficio del Registro. Il naît dans la province de Vérone. Peu après, avec sa famille, il part habiter à Turin.
Dans cette ville, il termine des études en jurisprudence, mais sa passion est le théâtre. Il devient rédacteur mondain de la Gazzetta di Torino. Il écrit quelques pièces de théâtre jusqu'à ce que, en collaboration avec Nino Oxilia, il rencontre le succès avec sa comédie Addio giovinezza!, dont la première représentation a lieu sur la scène du Théâtre Manzoni de Milan le 27 mars 1911, sous la direction de Camasio. Toujours en collaboration avec Oxilia et aussi avec Nino Berrini, il écrit la revue estudiantine théâtrale Cose dell'altro mondo. Cette œuvre à succès fut jouée pour la première fois à Turin, au Théâtre Chiarella le 8 mars 1912. Il a également travaillé comme réalisateur pour le film L'antro funesto en 1913.
La profonde amitié doublée d'une collaboration littéraire entre Sandro Camasio et Nino Oxilia leur a valu d'être appelés I dioscuri : « Les dioscures », dans le milieu de la Goliardia turinoise au début du XXe siècle.
En 1913, âgé d'à peine 27 ans, Alessandro Camasio meurt à l'hôpital emporté par une attaque de méningite. Frappée par ce drame, sa sœur se suicide peu après.

## Œuvres

### Théâtre
- Senza guida
- Il solco
- Sotto la cenere
- La zingara (1909) (écrite avec Nino Oxilia)
- Addio giovinezza! (1911) (écrite avec Nino Oxilia)
- Cose dell'altro mondo (écrite avec Nino Oxilia et Nino Berrini)
- L'amante del cuore (restée inachevée)

### Cinéma
- L'antro nascosto